# Abel Albert
Abel Albert (31. ledna 1873 Paříž – 27. září 1919 Paříž) byl francouzský hráč ragby, držitel zlaté olympijské medaile z Letních olympijských her 1900 v Paříži. Byl členem oddílu Cospomolitan Club a na olympiádě nastoupil v dresu Union des Sociétés Françaises.

## Olympijský turnaj v ragby 1900
Na olympijském turnaji v ragby se na olympijském velodromu ve Vincennes střetla družstva Francie (Union des Sociétés Françaises), Německa (FC 1880 Frankfurt) a Velké Británie (Moseley Wanderers). Byla sehrána pouze dvě utkání. 14. října se utkala Francie s Německem a vyhrála 27:17. Abel Albert zaznamenal v utkání jednu trojku. Až 28. října, ihned po příjezdu Angličanů, se sehrálo druhé utkání; bylo údajně poznamenáno únavou hostí z cesty. První poločas vyhráli Francouzi vysoko 21:0, ve druhém už se Britové vzpamatovali, ale přesto Francie vyhrála 27:8. Utkání dvou poražených se již nehrálo, oba týmy obdržely stříbrné medaile.